# Kluyveromyces
Клювероміцети (Kluyveromyces) — рід дріжджів родини Saccharomycetaceae. Назва вперше опублікована 1956 року.
До роду сахароміцетів близькі як активні збудники бродіння дріжджі роду клюйвероміцетов (Kluyveromyces), названі по імені голландського мікробіолога Клюйвера. В цей рід перенесені деякі види, які раніше розглядалися як сахароміцети або зігосахароміцети. Це дріжджі з бобоподібними спорами (Kluyveromyces marxianiis, Kluyveromyces fragilis), зброджують молочний цукор — лактозу. Вони постійно виділяються з молока і молочнокислих продуктів, в утворенні яких їм належить істотна роль. Деякі види цього роду (Kluyveromyces polysporus, Kluyveromyces africanus) утворюють багатоспорові сумки, і виділяють їх з ґрунтів в Південній Африці.